# Цеца Славковић
Светлана Цеца Славковић (Нови Сад, 4. јун 1973) српска је певачица.
До сада је објавила два албума: Тајна и Пола/Пола. Студирала је јапански језик и културу на Универзитету у Новом Саду, али је напустила студије. Најпопуларнија је била током деведесетих година, када је наступала на телевизији Пинк. Године 2014. је дала интервју након више од 10 година дуге медијске паузе. Ретко даје интервјуе, а наступа по клубовима повремено. Сарађивала је у току своје каријере са Жељком Јоксимовићем, Мајом Николић, Освајачима и Дадом Глишићем.

## Дискографија

### Албуми
- 1998: Тајна
- 2001: Пола/Пола

## Фестивали
Београдско пролеће:
- Плаве фармерке (са групом Мисија), '94
- Ниси ту, '97

Београдски шлагер:
- Полако, '93
- Са дна, '94

Славянский базар, Белорусија:
- Ластавица, '97, победа на фестивалу
- Тајна, '98, специјални гост фестивала

Voice of Asia, Алма Ата:
- Ерделези, '97, победница фестивала

Пјесма Медитерана, Будва:
- Без љубави све празно је, '97

Макфест, Штип
- Тајна, трећа награда публике, '97

Мирис Медитерана, Котор:
- Кући да се вратиш, 2001, прва награда фестивала

Зрењанин:
- Дан или два, 2002

Беовизија:
- Отров у малим бочицама (дует са Маријом Мајом Николић), 2004

Сунчане скале, Херцег Нови:
- Пола по пола, 2000
- Љубав без гаранције, 2003

## Дуети
- Реге манијак (са групом Дел Арно), '95
- Мостови (са Жељком Јоксимовићем), '99
- Кажи вило (са Драгославом Дадом Глишићем), 2000
- Трн и ружица (са Звонком Пантовићем Чипијем), 2000
- Један је тужан број (са Звонком Пантовићем Чипијем), 2003
- Отров у малим бочицама (дует са Маријом Мајом Николић), 2004